# Геваризм
Гевари́зм (исп. Guevarismo) — общее название философских и практических концепций, связанных с марксистской теорией, предложенных и развитых аргентинско-кубинским революционером Эрнесто Че Геварой. Геваризм содержал в себе специфическую интерпретацию ленинизма и экзистенциализма и, в практической области, развитие маоистской концепции партизанской войны (см. Фокизм). Геваризм, хотя и не являющийся целостной системой, является одной из составных частей в идеологии новых левых течений и групп.